# Dean Oliver
Dean Oliver (ur. 5 listopada 1978 w Quincy, w stanie Illinois) – amerykański koszykarz, grający na pozycjach rozgrywającego lub rzucającego obrońcy, od zakończenia kariery zawodniczej trener koszykarski, obecnie asystent trenera w drużynie akademickiej Wisconsin Badgers.
Zawodnik swoją karierę rozpoczął na University of Iowa w zespole Iowa Hawkeyes. W 2001 roku nie został wybrany w drafcie, lecz mimo to podpisał dwuletni kontrakt z Golden State Warriors. W NBA rozegrał w sumie 35 meczów - grał średnio 6,6 min i notował 1,8 pkt/mecz. Po przygodzie z NBA koszykarz grał m.in. w Słowenii (Geoplin Slovan, 2003/2004) i w Chorwacji (KK Zadar, 2004/2005). W sezonie 2006/2007 grał z powodzeniem we wrocławskim Śląsku, z którym to zdobył brązowy medal Mistrzostw Polski. Na swoim koncie ma również występ w Meczu Gwiazd PLK 2007. Aktualnie występuje w Eiffel Towers. Jego ulubiony numer to 20, który ma wytatuowany na lewym ramieniu.

## Osiągnięcia
Na podstawie, o ile nie zaznaczono inaczej.
NCAA
- Uczestnik:
  - rozgrywek Sweet Sixteen turnieju NCAA (1999)
- Mistrz turnieju konferencji Big Ten (2001)
  - turnieju NCAA (1999, 2001)
- Zaliczony do III składu Big Ten (1999–2001)

Drużynowe
- Mistrz CBA (2004)
- Wicemistrz:
  - Holandii (2008, 2009)
  - Słowenii (2005)
  - Chorwacji (2006)
- Brązowy medalista mistrzostw Polski (2007)
- Zdobywca pucharu:
  - Holandii (2008, 2009)
  - Chorwacji (2006)

Indywidualne
- Uczestnik meczu gwiazd PLK (2007)[2]